# The Nightingale
The Nightingale es una película australiana de suspenso escrita, coproducida y dirigida por Jennifer Kent. Ambientada en 1825 en la colonia penal británica de Tierra de Van Diemen (ahora el estado australiano de Tasmania), la película sigue a una joven convicta que busca venganza por un terrible acto de violencia cometido contra su familia. Es protagonizada por Aisling Franciosi, Baykali Ganambarr y Sam Claflin.
La película fue estrenada el 2 de agosto de 2019 por IFC Films en los Estados Unidos y el 29 de agosto por Transmission Films en Australia.

## Argumento
Durante la Guerra de la Tierra Negra de Van Diemen, la convicta irlandés Clare Carroll trabaja como sirviente de una unidad del ejército británico comandada por el teniente Hawkins, con el sargento Ruse. Un oficial de inspección está visitando la unidad para ver si Hawkins está en condiciones de ascender a capitán. Después de una noche de trabajo, Clare le pregunta a Hawkins sobre la carta de recomendación vencida que le permitiría a su familia, su esposo Aidan y su pequeña hija, libertad. Hawkins toma esto como un acto de insolencia y procede a asaltarla y violarla. Más tarde esa noche, Aidan sospecha que Clare ha resultado herida, pero promete mantener la calma cuando se enfrenta a Hawkins a la mañana siguiente por la carta; Sin embargo, no logra influir en él.
Esa noche, un borracho Aidan se pelea con Hawkins, Ruse y el soldado Jago con los ojos muy abiertos. El oficial visitante es testigo de todo el incidente y determina que esto, junto con otros actos de mala conducta mostrados por Hawkins y sus soldados, lo hacen no apto para el ascenso. Indignado, Hawkins ordena a Ruse y a Jago que recojan suministros para un viaje improvisado a través de un bosque traicionero a la ciudad de Launceston con la esperanza de asegurar su promoción. Antes de partir, los soldados interceptan a la familia Carroll, que intenta huir. Hawkins se burla de Aidan sobre las "numerosas" veces que ha tenido relaciones sexuales con Clare. Luego, él y Ruse violan a Clare, Hawkins mata a Aidan y Jago mata a su bebé y deja a Clare inconsciente.
Después de que Clare informa el incidente a un dudoso funcionario de RMP a la mañana siguiente, decide buscar venganza, con la ayuda de un rastreador aborigen llamado Billy. Clare presenta la misión a Billy como su deseo de encontrarse con su esposo soldado en su viaje. Al principio, Clare está dominando hacia Billy, pero su hostilidad mutua se disipa y gradualmente se unen a medida que aprenden sobre la trágica educación de cada uno y su odio compartido hacia los británicos. Billy le dice a Clare que su nombre real es Mangana, Palawa kani para "mirlo", y que desea ir al norte para reunirse con las mujeres aún vivas de su pueblo. Mientras tanto, los oficiales reclutan a tres convictos y al aborigen Charlie para su viaje. Hawkins le gusta a uno de los convictos, un niño llamado Eddie, y Ruse secuestra a una mujer llamada Lowanna para ser utilizada como esclava sexual. Los hombres aborígenes matan a uno de los convictos e hieren a Jago en una misión de rescate fallida. Hawkins mata a Lowanna en la pelea, y él, Ruse y los convictos dejan atrás a Jago. Más tarde, cuando Clare y Billy se topan con Jago, quien Billy asume que es su esposo, Clare acorrala a Jago y lo apuñala y golpea repetidamente hasta matarlo. Billy considera abandonar a una Clare ahora desesperada, pero después de enterarse de la verdadera historia detrás de su deseo de vengarse de los soldados, decide quedarse.
Charlie, como venganza por la inhumanidad de los soldados, desvía el viaje hacia un callejón sin salida en la cima de una montaña. Ruse lo mata, pero Hawkins regaña a Ruse por la decisión precipitada y lo obliga a ser su guía en el camino de regreso a la montaña. Después de que Clare y Billy encuentran el cuerpo de Charlie, Billy realiza ritos funerarios e informa a Clare que ahora él también busca venganza. Los dos finalmente se acercan al grupo de cuatro hombres, pero Clare se congela cuando ve a Hawkins, lo que le permite rozarla con un tiro de mosquete, lo que obliga a Clare y Billy a separarse. Billy es encontrado y obligado a ser la nueva guía. Trae a los soldados de regreso al camino principal a Launceston, y Hawkins le ordena a Eddie que mate a Billy, pero Eddie duda, permitiendo que Billy escape. Hawkins intenta abandonar a Eddie, pero cuando Eddie ruega por una segunda oportunidad, Hawkins dispara y lo mata. Clare también encuentra su camino de regreso al camino principal y se reúne con Billy. En su camino, se encuentran con una cadena de aborígenes, uno de los cuales le informa a Billy que ahora es el último de su pueblo. Cuando el prisionero les grita a sus captores sobre su insensibilidad, le disparan a él y a los demás.
En Launceston, Clare confronta valientemente a un Hawkins recién ascendido sobre sus crímenes de guerra en presencia de varios oficiales británicos mientras Billy observa escondido. Los dos huyen de la ciudad por la noche, pero Billy se pone pintura de guerra, entra en el albergue donde se alojan Hawkins y Ruse, y los mata a ambos, pero no antes de que Ruse hiera a Billy. Clare y Billy huyen de la conmoción y llegan a una playa donde Billy baila y se declara un hombre libre, mientras que Clare canta una canción popular gaélica panegyric mientras los dos miran salir el sol.

## Reparto
- Aisling Franciosi como Clare.
- Sam Claflin como Hawkins.
- Baykali Ganambarr como Billy.
- Damon Herriman como Ruse.
- Harry Greenwood como Jago.
- Ewen Leslie como Goodwin.
- Charlie Shotwell como Eddie.
- Michael Sheasby como Aidan.
- Luke Carroll como Archie.

## Producción
Según The Sydney Morning Herald, la directora Jennifer Kent se vio "saturada" con guiones de películas de Estados Unidos luego del éxito de su película debut, The Babadook (2014), pero decidió enfocarse en escribir y dirigir The Nightingale. IndieWire informó que el rodaje de The Nightingale comenzó en Tasmania en marzo de 2017.

## Estreno
The Nightingale fue estrenada en Estados Unidos el 2 de agosto de 2019 por IFC Films, y en Australia el 29 de agosto por Transmission Films. La película fue seleccionada para ser proyectada en la sección principal de la competencia del 75° Festival Internacional de Cine de Venecia, y tuvo su estreno en Australia en el Festival de Cine de Adelaida de 2018. IFC Films anunció en Twitter que compró los derechos para distribuirla en Estados Unidos.

## Recepción

### Crítica
En el agregador de revisión Rotten Tomatoes, The Nightingale tiene una calificación de aprobación del 86%, basada en 173 revisiones, y una calificación promedio de 7.51/10. Su consenso dice: "The Nightingale definitivamente no es para todos los gustos, pero la escritora y directora Jennifer Kent aprovecha una veta rica de ira palpable para contar una historia de guerra que deja un impacto contundente". En Metacritic, la película tiene una puntuación promedio ponderada de 75 de 100, basada en 24 críticos, lo que indica "críticas generalmente favorables".

## Controversia
The Nightingale recibió fuertes críticas después de sus proyecciones iniciales en el Festival de Cine de Sídney, donde aproximadamente 30 asistentes al cine salieron del teatro con disgusto debido a sus representaciones extremas de violación y asesinato. Se escuchó a un espectador gritar "No estoy viendo esto, ya fue violada dos veces" cuando salió del teatro. Kent defendió la decisión de mostrar tal violencia, diciendo que la película contiene descripciones históricamente exactas de la violencia y el racismo que el poder colonial infligió a los pueblos indígenas australianos de esa época. La película fue producida en colaboración con los ancianos aborígenes de Tasmania, quienes afirmaron que esta es una descripción honesta y necesaria de su historia y una historia que necesita ser contada. Kent dijo que entiende las reacciones negativas, pero afirmó que sigue estando enormemente orgullosa de la película y enfatizó ante el público que esta película trata sobre la necesidad de amor, compasión y amabilidad en tiempos oscuros.